# Eparchia di Breslavia-Koszalin
L'eparchia di Breslavia-Koszalin (in latino: Eparchia Vratislaviensis-Coslinensis Ucrainorum) è una sede della Chiesa greco-cattolica ucraina in Polonia suffraganea dell'arcieparchia di Przemyśl-Varsavia. Nel 2022 contava 20.000 battezzati. È retta dall'eparca Włodzimierz Roman Juszczak, O.S.B.M.

## Territorio
L'eparchia comprende i fedeli della Chiesa greco-cattolica ucraina della Polonia occidentale e centrale.
Sede eparchiale è la città di Breslavia, dove si trova la cattedrale dei Santi Giacomo e Vincenzo.
Il territorio è suddiviso in 4 decanati (Breslavia, Zielona Góra, Słupsk e Koszalin) e in 39 parrocchie.

## Storia
L'eparchia di Breslavia-Danzica è stata eretta il 1º giugno 1996 con la bolla Ecclesia catholica di papa Giovanni Paolo II, ricavandone il territorio dall'arcieparchia di Przemyśl-Varsavia.
Il 25 novembre 2020 ha ceduto parte del suo territorio a vantaggio dell'erezione dell'eparchia di Olsztyn-Danzica e contestualmente ha assunto il nome attuale.

## Cronotassi dei vescovi
Si omettono i periodi di sede vacante non superiori ai 2 anni o non storicamente accertati.
- Teodor Majkowicz † (1º giugno 1996 - 9 maggio 1998 deceduto)
- Włodzimierz Roman Juszczak, O.S.B.M., dal 24 aprile 1999

## Statistiche
L'eparchia nel 2022 contava 20.000 battezzati.
| anno | popolazione | popolazione | popolazione | presbiteri | presbiteri | presbiteri | presbiteri                | diaconi | religiosi | religiosi | parrocchie |
| anno | battezzati  | totale      | %           | numero     | secolari   | regolari   | battezzati per presbitero | diaconi | uomini    | donne     | parrocchie |
| ---- | ----------- | ----------- | ----------- | ---------- | ---------- | ---------- | ------------------------- | ------- | --------- | --------- | ---------- |
| 1999 | 53.000      | ?           | ?           | 26         | 26         |            | 2.038                     |         |           | 2         | 29         |
| 2000 | 53.000      | ?           | ?           | 26         | 24         | 2          | 2.038                     |         | 2         | 13        | 53         |
| 2001 | 53.000      | ?           | ?           | 28         | 26         | 2          | 1.892                     |         | 2         | 13        | 53         |
| 2002 | 53.000      | ?           | ?           | 32         | 29         | 3          | 1.656                     |         | 3         | 13        | 54         |
| 2003 | 50.000      | ?           | ?           | 31         | 28         | 3          | 1.612                     |         | 3         | 15        | 58         |
| 2004 | 50.000      | ?           | ?           | 28         | 25         | 3          | 1.785                     |         | 3         | 14        | 57         |
| 2009 | 25.000      | ?           | ?           | 32         | 30         | 2          | 781                       |         | 2         | 16        | 57         |
| 2010 | 25.000      | ?           | ?           | 32         | 30         | 2          | 781                       |         | 2         | 16        | 57         |
| 2014 | 25.000      | ?           | ?           | 31         | 30         | 1          | 806                       |         | 1         | 12        | 55         |
| 2017 | 25.000      | ?           | ?           | 36         | 35         | 1          | 694                       |         | 1         | 8         | 56         |
| 2020 | 25.000      | ?           | ?           | 35         | 34         | 1          | 714                       | 1       | 1         | 10        | 39         |
| 2022 | 20.000      | ?           | ?           | 37         | 36         | 1          | 540                       | 1       | 1         | 10        | 39         |